# 户思社
户思社（1960年—），男，汉族，陕西大荔人，中华人民共和国政治人物，西安外国语大学校长，中国国民党革命委员会党员，第十二届全国人民代表大会陕西地区代表。

## 生平
户思社先后毕业于西安外国语学院，武汉大学法语系和法国马赛第一大学法国语言文学专业，长期在西安外国语大学任教和任职。2008年起担任全国人大代表。2013年，担任全国人大代表。2018年1月，当选第十三届全国政协委员。
2013年开始担任中国人民对外友好协会副会长。